# Końce (rejon ignaliński)
Końce (lit. Galai) – wieś na Litwie, w okręgu uciańskim, w rejonie ignalińskim, w starostwie Kozaczyzna.
Dawniej dwa zaścianki – Końce I i Końce II.

## Historia
W dwudziestoleciu międzywojennym zaścianki leżały w Polsce, w województwie nowogródzkim (od 1926 w województwie wileńskim), w powiecie brasławskim (od 1926 w powiecie święciańskim), w gminie Dukszty.
Według Powszechnego Spisu Ludności z 1921 roku zamieszkiwało:
- Końce I – 25 osób, wszystkie były wyznania rzymskokatolickiego i zadeklarowały litewską przynależność narodową. Były tu 2 budynki mieszkalne[2]. W 1938 zamieszkiwało tu 13 osób w 2 budynkach[3].
- Końce II – 25 osób, wszystkie były wyznania rzymskokatolickiego. Jednocześnie 3 mieszkańców zadeklarowało polską przynależność narodową a 22 litewską. Było tu 8 budynków mieszkalnych[2]. W 1931 zamieszkiwało tu 35 osób w 9 budynkach[3].

Miejscowości należały do parafii rzymskokatolickiej w Kozaczyźnie. Podlegała pod Sąd Grodzki w Święcianach i Okręgowy w Wilnie; właściwy urząd pocztowy mieścił się w m. Ignalinie.